# Castellet de Carrícola
El castellet de Carrícola és una fortificació tardoandalusina de reduïdes dimensions, situada en el terme municipal del Palomar, però molt a prop del nucli urbà de Carrícola, a la Vall d'Albaida, País Valencià. És declarat Bé d'Interés Cultural.
Encara que formant part d'una llenca muntanyosa del terme del Palomar, el castellet denominat s'associa des del seu origen a la localitat del mateix nom, emplaçada justament als peus d'una roca de la serra del Benicadell, que suporta els murs de la construcció.
Pertanyia a la línia defensiva de castells situats a la serra de Benicadell, que controlaven el pas cap a Alacant per Salem, Albaida i Carrícola.

## Història
La primera referència de la seua existència correspon a un testimoni documental de l'any 1258, esmentat en la Cancelleria Reial com a castrum Montes, és a dir, 'castell de Muntis', l'alqueria desapareguda que, juntament amb Carrícola, corresponia a la jurisdicció de la fortalesa. N'hi ha una segona menció, de l'any 1259, que ens dona a entendre que la torre (turris) va ser edificada pels habitants musulmans de Carrícola i Muntis, amb tècniques andalusines d'encaixonat de tàpia, però ja amb el patró constructiu propi d'una petita fortalesa feudal, amb el seu petit pati i la torre de l'homenatge. La iniciativa fou del cavaller català Ramon de Timor, que va rebre aquests llocs de moros de mans de Jaume el Conqueridor en forma de senyoria feudal de nova planta. L'edifici estava proveït de guarnició i queviures pels mateixos vassalls moros, i fou posat sota l'autoritat militar de l'alcaid reial dels castells del Benicadell, N'Artal de Foces.
Així doncs, tant Timor com els successius senyors de la torre (Na Berenguela Alfonso, amant del rei; el clergat de València; el català Pere Simó; l'almirall Conrad Llança, etc.) es limitaren simplement a cobrar les rendes pagades pels sarraïns de Carrícola i Muntis; el castell era un símbol de poder, una presència monumental i simbòlica del senyor feudal de la baronia. Com en el cas del castell de Penella de Cocentaina, la morfologia de l'edificació té concomitàncies amb esquemes i concepcions tipològiques importades pels feudals catalans.
La senyoria de Carrícola després del segle xiii va quedar vinculada a les famílies titulars de la Vila i Baronia d'Albaida, per la qual cosa cal suposar que el castellet romandria abandonat a mans de la meteorologia durant segles. L'any 2011 es completà la restauració del castell.

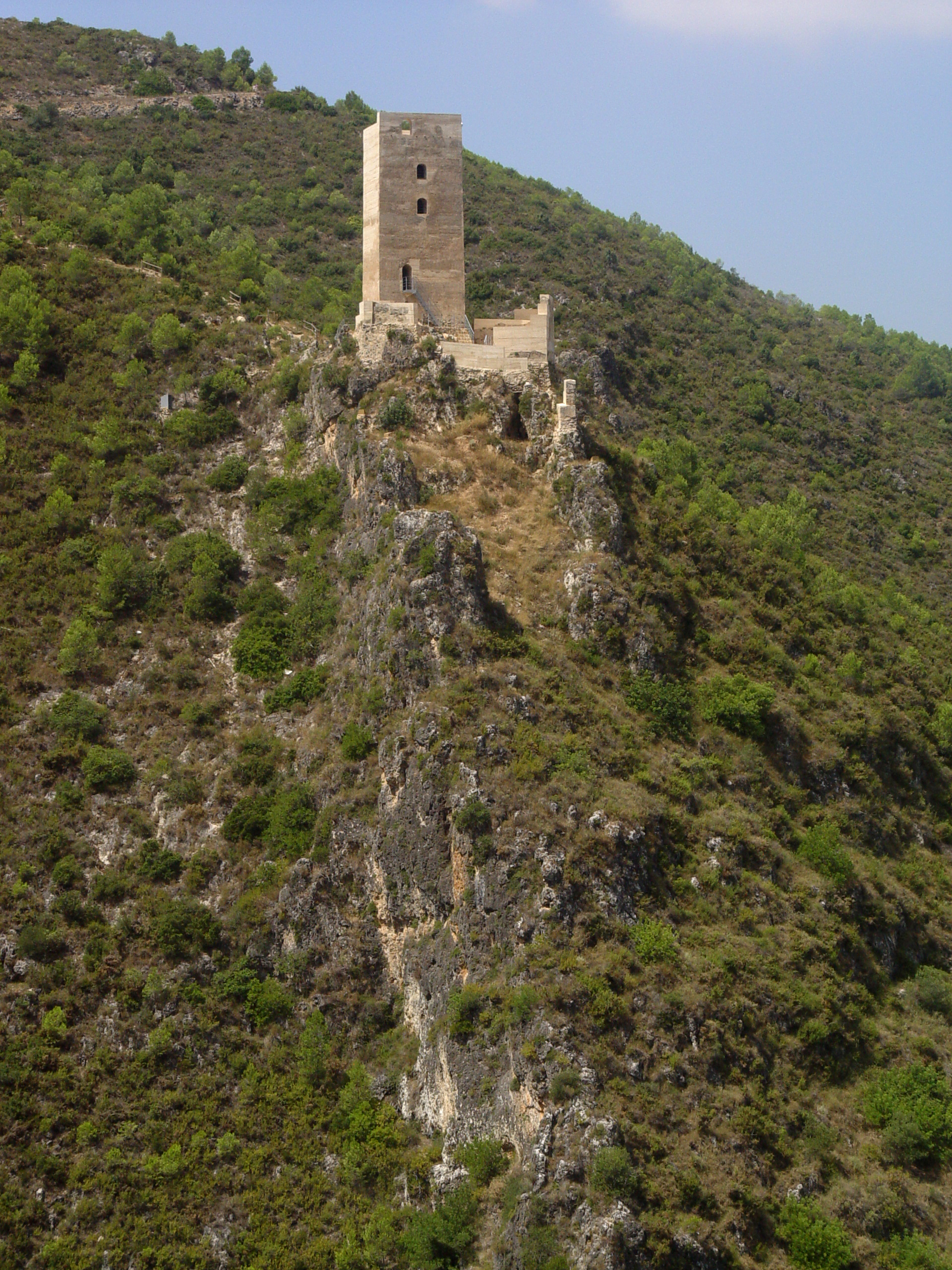
Castellet de Carrícola

La construcció del fortí és tardoandalusina; se situa entre finals del segle xii i principis del segle xiii, d'acord amb els resultats de les tres intervencions arqueològiques efectuades fins ara.

## Descripció
El castellet de Carrícola s'alça sobre el vessant esquerre del barranc del Castellet, a l'ombria de la serra i a mitjan alçada (415-420 m) respecte a la seua carena. L'element més significatiu del xicotet conjunt fortificat i aquell que l'identifica és la torre de planta poligonal. La façana de la torre és la principal, està orientada cap a llevant i és on se'n troba l'accés mitjançant un arc i l'única finestra. Tant aquest element com els murs que l'envolten foren realitzats en obra de tàpia de maçoneria, emprant-hi caixons que donaren mòduls d'obra de 85 cm d'alt per 65 cm d'amplada. Aquesta torre de planta poligonal irregular (les mides de la qual són O: 7,39 x E: 6,60 x N: 5,20 x S: 5,23 metres i una alçada de 10,6 m) estava coronada per merlets. A la part alta de la torre, s'accedia mitjançant una escala, desapareguda en l'actualitat, i arribava al forjat, també desaparegut, encara que queden restes de l'existència d'aquests elements.
La torre ocupa una posició excèntrica, encerclada per un menut recinte o pati d'armes de gros mur de maçoneria també, dotat d'un camí de ronda per a la seua defensa. Els accessos al recinte defensiu semblen dos: l'un en la part superior, contigu a la cara nord de la torre, i l'altre a la banda de baix de la fortificació, en un indret escarpat de difícil entrada.